# Congettura di Andrica
La congettura di Andrica è una congettura della teoria dei numeri, riguardante gli intervalli tra due successivi numeri primi, formulata dal matematico romeno Dorin Andrica nel 1986. Afferma che, per ogni coppia di numeri primi consecutivi pn e pn+1, si ha
{\displaystyle {\sqrt {p_{n+1}}}-{\sqrt {p_{n}}}<1}
Se poniamo {\displaystyle g_{n}=p_{n+1}-p_{n}}, allora la congettura può essere riscritta come
{\displaystyle g_{n}<{\sqrt {p_{n+1}}}+{\sqrt {p_{n}}}.}
semplicemente spostando {\displaystyle {\sqrt {p_{n}}}} a destra ed elevando entrambe le quantità al quadrato.
La congettura è stata verificata empiricamente per tutti i numeri primi minori di 1016.
Una generalizzazione della congettura è lo studio dell'equazione
{\displaystyle p_{n+1}^{x}-p_{n}^{x}=1}
Si pensa che il più piccolo x per cui questa equazione sia risolubile sia {\displaystyle x\approx 0,56714814020201\ldots } (la costante di Smarandache); per questo numero, i primi coinvolti sono p30=113 e p31=127.
Conseguentemente, la congettura generalizzata di Andrica afferma che per ogni x minore di questa costante la disequazione
{\displaystyle p_{n+1}^{x}-p_{n}^{x}<1}
vale per ogni n.